# Булпъп
„Булпъп“ (на английски: Bullpup) е името на конфигурация в огнестрелните оръжия, при която механизмът и пълнителят се намират зад спусъка. Този тип оръжия имат удължена цев, която покрива почти цялата дължина на оръжието, тъй като механизмът се намира в задната му част. Тази конфигурация позволява на оръжие, нуждаещо се от по-дълга цев (като снайперовата пушка) да бъде по-късо и компактно. Пример за това е точната немска полуавтоматична снайперова пушка Walther WA2000.

## История
Този дизайн за пръв път е използван при пушки с ръчно действие на затвора през 1901 г. По-късно, през 1918 г. е приложен във френски полуавтоматични пушки, а през 1936 г. е патентован „булпъп“ пистолет на французина Анри Делакър.
„Булпъп“ конфигурацията си има и недостатъци. Сменянето на пълнителя е по-неудобно, отколкото при оръжията с класически стил. Теглото на оръжието не е така добре балансирано и често най-голямата тежест е точно над спусъка, по-труден ръкопашен бой с щикове, мерникът е по-нависоко и прави главата на стрелеца по-открита, а близостта на дулото до лицето прави воденето на стрелба неудобно.
Все пак „булпъп“ дизайнът има и много повече предимства, които в повечето случаи са „предимства на недостатъците“. Местоположението на пълнителя дава на стрелеца възможността за по-лесно презареждане, пътувайки в превозно средство. Също така високият мерник прави стрелбата по-точна и по-удобна, по-лесно се оборва и „скачането“ на дулото при стрелба. Освен това, взривът от дулото при стрелба е много по-малък, отколкото при стандартните оръжия, тъй като гнездото, където барутът се взривява, е много по-далеч от дулото. Малката дължина на повечето „булпъп“ оръжия ги правят идеални за битка в градски условия, тъй като войниците често изпитват затруднения да се справят с дължината на пушки като М16 в тесни помещения.
Днес много държави като Великобритания, Австрия, Франция и Израел използват модерни пушки с „булпъп“ конфигурация. Оръжия като FAMAS, SA-80, Steyr AUG, TAR-21 (Tavor) са основни оръжия на много от днешните най-силни армии.